# 富恩特德奧羅
富恩特德奧羅是哥倫比亞的城鎮，位於該國中部，由梅塔省負責管轄，始建於1941年，面積576平方公里，海拔高度293米，2005年人口11,162，人口密度每平方公里19.38人。
3°28′N 73°37′W / 3.467°N 73.617°W